# 赖嘉谟
赖嘉谟（1524年—？），字承卿，江西吉安府万安县人，明朝政治人物。进士出身。

## 生平
嘉靖三十一年（1552年）壬子科江西乡试第二十九名举人，嘉靖三十八年（1559年）己未科會試第一百四十五名，廷试三甲进士。隆庆年间任福建邵武府知府。萬曆四年（1576年）三月升任山东盐运使，七年十一月升四川左参政。萬曆十年（1582年）四月以病乞致仕。

## 家族
曾祖赖秉敬。祖父赖公餘。父赖潔，府经历。前母萧氏，母王氏。具庆下。兄貫褒、廷相、貫時、貫裦、貫年。弟貫弁、嘉謀。